# Paleontologisch Instituut van de Russische Academie van Wetenschappen

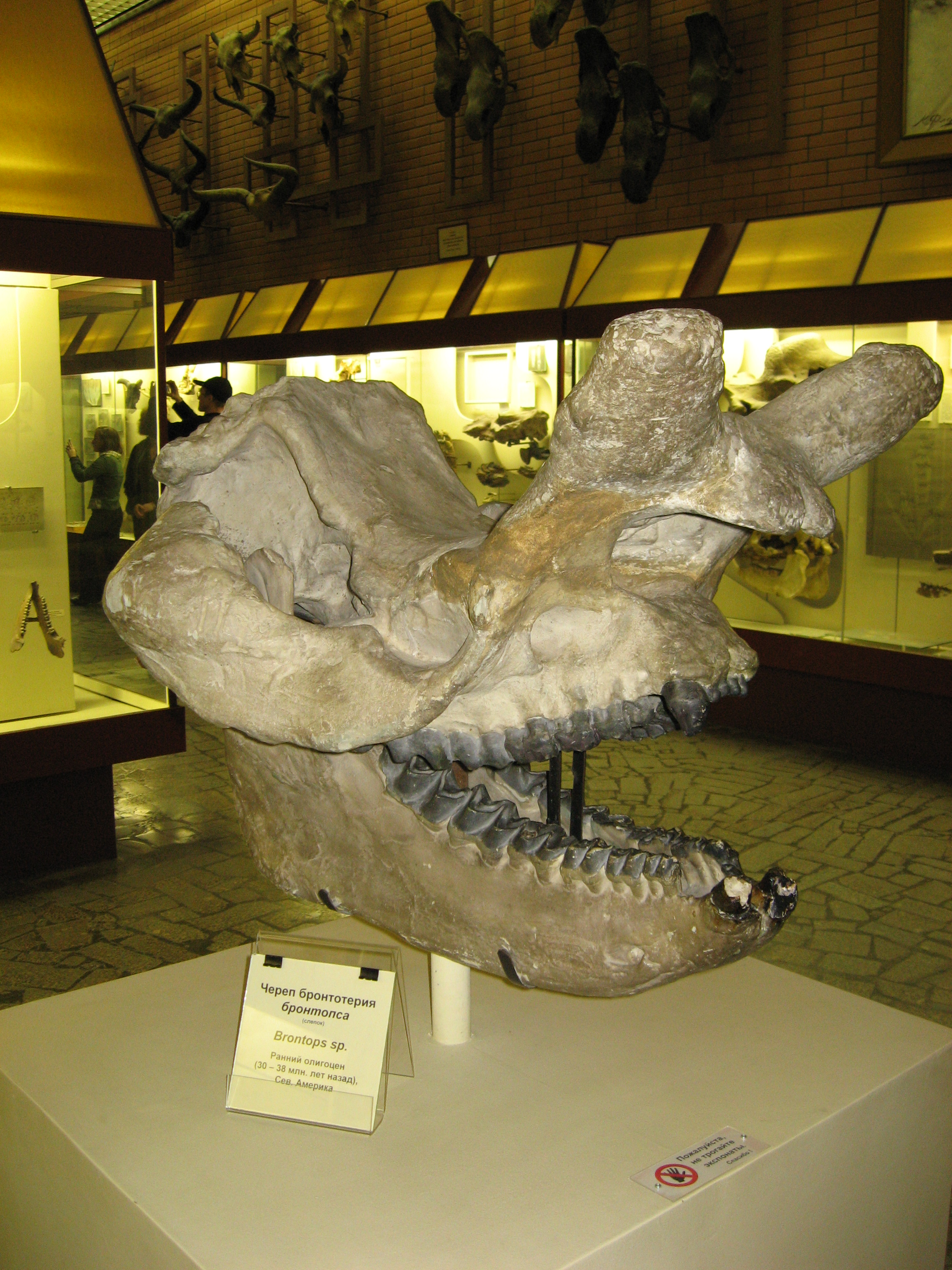
Schedel van een brontops

Het Paleontologisch Instituut van de Russische Academie van Wetenschappen of PIN (Russisch: Палеонтологический институт РАН) is een in Moskou gelegen instituut voor paleontologie. Het behoort tot de grootste paleontologische organisatie ter wereld. Het maakt deel uit van de Russische Academie van Wetenschappen en herbergt een collectie objecten uit Rusland en enkele andere landen.
Het bijbehorende museum, het Orlov-museum (genoemd naar Joeri Aleksandrovitsj Orlov), bevat een collectie voor het publiek toegankelijke fossielen, waaronder dinosauriërs uit Mongolië, fossiele Therapsida uit Rusland en Precambrische fossielen uit Siberië.